# Markelle Fultz
Markelle N'Gai Fultz (Upper Marlboro, 29 maggio 1998) è un cestista statunitense, professionista in NBA, con la squadra dei Sacramento Kings.

## High school
Primo di due fratelli, nasce a Upper Marlboro nel Maryland, una città situata a circa 37 chilometri da Annapolis. Nel 2012 si iscrive alla Dematha Catholic High School, una delle scuole superiori più prestigiose dal punto di vista sportivo, ma non viene selezionato come giocatore nella squadra di pallacanestro della scuola. Dopo essere entrato a far parte della squadra scolastica, chiude la sua carriera come giocatore di High School con 16,8 punti, 7,9 rimbalzi e 4,3 assist per partita, guadagnandosi anche il premio di giocatore dell'anno della Washington Catholic Athletic Conference.

## College
Nel novembre 2016 viene reclutato dall'Università del Washington. Visto da subito come possibile prima scelta assoluta, Fultz dimostra un'eccellente abilità nel crearsi tiri, finendo infatti la stagione come miglior marcatore a livello nazionale, una buona visione di gioco e una buona presenza a rimbalzo. Al termine della stagione si dichiara eligibile al Draft NBA 2017.

## NBA

### NBA (2017-)

#### Philadelphia 76ers (2017-2019)
Selezionato con la prima scelta assoluta dai 76ers (ottenuta in uno scambio con i Celtics), alla Summer League in Utah mostra ottime giocate e lampi di talento, segnando anche 23 punti contro i Jazz. Durante la manifestazione, però, contro i Golden State Warriors, si sloga leggermente la caviglia, saltando così il resto del torneo estivo. Nella prima partita della regular season Fultz mette a segno 10 punti, 3 rimbalzi e 1 assist, pur partendo dalla panchina. Dopo alcuni problemi alla spalla, la dirigenza dei Sixers decide di fermarlo per un tempo indeterminato allo scopo di curare al meglio l'infortunio. Torna in campo il 26 marzo, finisce la regular season con una tripla doppia, diventando il terzo giocatore più giovane di sempre a realizzarne una dopo LaMelo Ball nel 2020 e Josh Giddey nel 2021.
La seconda stagione si apre nuovamente con problemi al tiro. La dirigenza dei 76ers decide quindi di far visitare Fultz da uno specialista, che gli diagnostica la sindrome dello stretto toracico superiore.

#### Orlando Magic (2019-)
Dopo aver saltato 34 partite, il 7 febbraio 2019 Philadelphia lo cede agli Orlando Magic in cambio di Jonathon Simmons, oltre ad una prima e una seconda scelta. A Orlando ha modo di recuperare dal suo infortunio senza troppe pressioni. Nella stagione 2019-2020 ritorna a pieno regime all'attività agonista, trovando una certa continuità nelle rotazioni della squadra e mostrando una ritrovata fiducia nei suoi mezzi.

## Statistiche

### NCAA
| Anno      | Squadra            | PG | PT | MP   | TC%  | 3P%  | TL%  | RP  | AP  | PRP | SP  | PP   |
| --------- | ------------------ | -- | -- | ---- | ---- | ---- | ---- | --- | --- | --- | --- | ---- |
| 2016-2017 | Washington Huskies | 25 | 25 | 35,7 | 47,6 | 41,3 | 64,9 | 5,7 | 5,9 | 1,6 | 1,2 | 23,2 |
| Carriera  | Carriera           | 25 | 25 | 35,7 | 47,6 | 41,3 | 64,9 | 5,7 | 5,9 | 1,6 | 1,2 | 23,2 |

#### Massimi in carriera
- Massimo di punti: 37 vs Colorado-Boulder (18 gennaio 2017)[5]
- Massimo di rimbalzi: 14 vs Texas Christian (30 novembre 2016)
- Massimo di assist: 11 vs Washington State (1º gennaio 2017)
- Massimo di palle rubate: 5 vs Texas Christian (26 novembre 2016)
- Massimo di stoppate: 3 (2 volte)
- Massimo di minuti giocati: 43 vs Colorado-Boulder (18 gennaio 2017)

### NBA

#### Regular Season
| Anno      | Squadra            | PG  | PT  | MP   | TC%  | 3P%  | TL%  | RP  | AP  | PRP | SP  | PP   |
| --------- | ------------------ | --- | --- | ---- | ---- | ---- | ---- | --- | --- | --- | --- | ---- |
| 2017-2018 | Philadelphia 76ers | 14  | 0   | 18,1 | 40,5 | 0,0  | 47,6 | 3,1 | 3,8 | 0,9 | 0,3 | 7,1  |
| 2018-2019 | Philadelphia 76ers | 19  | 15  | 22,5 | 41,9 | 28,6 | 56,8 | 3,7 | 3,1 | 0,9 | 0,3 | 8,2  |
| 2019-2020 | Orlando Magic      | 72  | 60  | 27,7 | 46,5 | 26,7 | 73,0 | 3,3 | 5,1 | 1,3 | 0,2 | 12,1 |
| 2020-2021 | Orlando Magic      | 8   | 8   | 26,9 | 39,4 | 25,0 | 89,5 | 3,1 | 5,4 | 1,0 | 0,3 | 12,9 |
| 2021-2022 | Orlando Magic      | 18  | 3   | 20,0 | 47,4 | 23,5 | 80,6 | 2,7 | 5,5 | 1,1 | 0,3 | 10,8 |
| 2022-2023 | Orlando Magic      | 60  | 60  | 29,6 | 51,4 | 31,0 | 78,3 | 3,9 | 5,7 | 1,5 | 0,4 | 14,0 |
| 2023-2024 | Orlando Magic      | 43  | 18  | 21,2 | 47,2 | 22,2 | 69,7 | 3,2 | 2,8 | 1,0 | 0,3 | 7,8  |
| 2024-2025 | Sacramento Kings   | 21  | 0   | 8,8  | 41,8 | 50,0 | 100  | 1,0 | 1,3 | 0,5 | 0,1 | 2,9  |
| Carriera  | Carriera           | 246 | 164 | 24,0 | 47,0 | 28,0 | 73,2 | 3,2 | 4,4 | 1,1 | 0,3 | 10,4 |

#### Play-off
| Anno     | Squadra            | PG | PT | MP   | TC%  | 3P%  | TL%  | RP  | AP  | PRP | SP  | PP   |
| -------- | ------------------ | -- | -- | ---- | ---- | ---- | ---- | --- | --- | --- | --- | ---- |
| 2018     | Philadelphia 76ers | 3  | 0  | 7,7  | 14,3 | -    | 75,0 | 1,0 | 1,7 | 0,7 | 0,0 | 1,7  |
| 2020     | Orlando Magic      | 5  | 5  | 29,4 | 40,0 | 37,5 | 85,7 | 2,2 | 5,2 | 1,0 | 0,6 | 12,0 |
| 2024     | Orlando Magic      | 7  | 0  | 15,1 | 58,8 | 0,0  | 55,6 | 2,0 | 1,1 | 0,4 | 0,0 | 6,4  |
| Carriera | Carriera           | 15 | 5  | 18,4 | 44,6 | 35,3 | 70,0 | 1,9 | 2,6 | 0,7 | 0,2 | 7,3  |

#### Massimi in carriera
- Massimo di punti: 28 vs Los Angeles Clippers (18 marzo 2023)[6]
- Massimo di rimbalzi: 11 vs Los Angeles Lakers (15 gennaio 2020)
- Massimo di assist: 15 vs Miami Heat (10 aprile 2022)
- Massimo di palle rubate: 6 (2 volte)
- Massimo di stoppate: 2 (10 volte)
- Massimo di minuti giocati: 40 vs Detroit Pistons (12 febbraio 2020)

## Palmarès
- McDonald's All-American Game (2016)
- Nike Hoop Summit (2016)
- First Team All-Pac-12 (2017)